# Taake
Taake (Noorse uitspraak: ˈtoːkə) is een blackmetalband uit Noorwegen, opgericht in 1993 door Hoest (toen bekend als Ulvhedin) onder de naam Thule. Taake is de oude spelling van het Noorse woord tåke en betekent mist. Het enige bandlid dat er sinds het begin van de band in heeft gezeten, is Hoest. Høst betekent herfst in het Noors, naar het seizoen waarin hij geboren is. Hij schrijft het grootste deel van de muziek. Hij heeft acht albums en verschillende singles uitgebracht. Alle nummers zijn geschreven in Hoests eigen dialect en in Noorse runen geprint. Hij zegt dat hij de "nationale trots en culturele nostalgie wil opwekken". De band beschrijft zichzelf als "True Norwegian Black Metal". 

## Beginperiode
Na enkele demo's opgenomen te hebben tussen 1993 en 1996, kwam Taake met het eerste album in 1999, genaamd Nattestid Ser Porten Vid. Nattestid Ser Porten Vid, en het werd deel één van een trilogie. Alle teksten in het boekje van de cd zijn geschreven in runenschrift. Deel twee van de trilogie, genaamd Bjoergvin Graater Himmerik, kwam uit in 2002. Het laatste deel kwam uit in 2005 en werd Hordalands Doedskvad genoemd. 

## Discografie
| 1993 | Der vinterstormene raste (Waar de winterstorm raasde)           | demo        | uitgebracht onder de naam Thule |
| 1994 | Omfavnet av svarte vinger (Omhelst door zwarte vleugels)        | demo        | uitgebracht onder de naam Thule |
| 1995 | Manndaudsvinter (Dode mans winter)                              | demo        |                                 |
| 1996 | Koldbrann i jesu marg                                           | demo        |                                 |
| 1999 | Nattestid Ser Porten Vid (De nacht ziet de brede poort)         | studioalbum |                                 |
| 2002 | Over Bjoergvin graater himmerik (De hemel huilt over Bjoergvin) | studioalbum |                                 |
| 2005 | Hordalands doedskvad (Hordaland's Dodenzang)                    | studioalbum |                                 |
| 2007 | Nekro                                                           | EP          |                                 |
| 2008 | Svartekunst (Zwarte kunst)                                      | live EP     |                                 |
| 2008 | Taake                                                           | studioalbum |                                 |
| 2011 | Kveldgg (Avond)                                                 | EP          |                                 |
| 2011 | Noregs vaapen (Noorwegens wapen)                                | studioalbum |                                 |
| 2014 | Kulde (Kou)                                                     | EP          |                                 |
| 2014 | Stridens hus (Strijd huis)                                      | studioalbum |                                 |
| 2018 | Kong Vinter (Koning Winter)                                     | studioalbum |                                 |
| 2023 | Et hav av avstand                                               | studioalbum |                                 |